# Jaguar Land Rover
Jaguar Land Rover Limited  je britská nadnárodní automobilka se sídlem v obci Whitley na předměstí Coventry ve Velké Británii. Je dceřinou společností indické automobilky Tata Motors. Její hlavní činností je návrh, vývoj, výroba a prodej vozidel značek Jaguar a Land Rover (včetně značky Range Rover). Obě obchodní značky měly před jejich spojením dlouhou a složitou historii, sahající do čtyřicátých let. Poprvé se sešli v roce 1968 jako součást nešťastného konglomerátu British Leyland a později existovaly nezávisle na sobě jako dceřiné společnosti německé automobilky BMW (v případě Land Roveru) a amerického Ford Motor Company (v případě Jaguaru). Po rozpadu bývalého Rover Group v roce 2000, který byl zbytkem zaniklého British Leyland, Ford Land Rover od BMW odkoupil.
Jaguar i Land Rover, které jsou od roku 2008 dceřinými společnostmi indické společnosti Tata Motors, jenž obě značky získala od Fordu, byly v roce 2012 spojeny v jedinou automobilku Jaguar Land Rover. V průběhu fiskálního roku 2017/2018 činil prodej celkem 614 309 vozů, z čehož 439 749 vozidel bylo značky Land Rover a 174 560 bylo značky Jaguar.

## Modely
Jaguar Land Rover v současné době prodává vozidla pod značkami Jaguar a Land Rover. Mimo to vlastní práva na značky Daimler, Lanchester a Rover. Posledně jmenovaný Rover byl získán Land Roverem když byl ještě ve vlastnictví Fordu, který jej koupil od BMW v důsledku kolapsu MG Rover Group. BMW vlastnil značku Rover i po rozpadu Rover Group v roce 2000 a MG Rover Group pouze uděloval licenci jako podmínku prodeje Land Roveru společnosti Ford.

### Současné modely Jaguar
- Jaguar XE (malý výkonný sedan vyšší střední třídy)
- Jaguar XF (vyšší střední třída - sedan a kombi)
- Jaguar XJ (Luxusní automobil)
- Jaguar F-Type (Sportovní automobil)
- Jaguar F-Pace (kompaktní SUV)

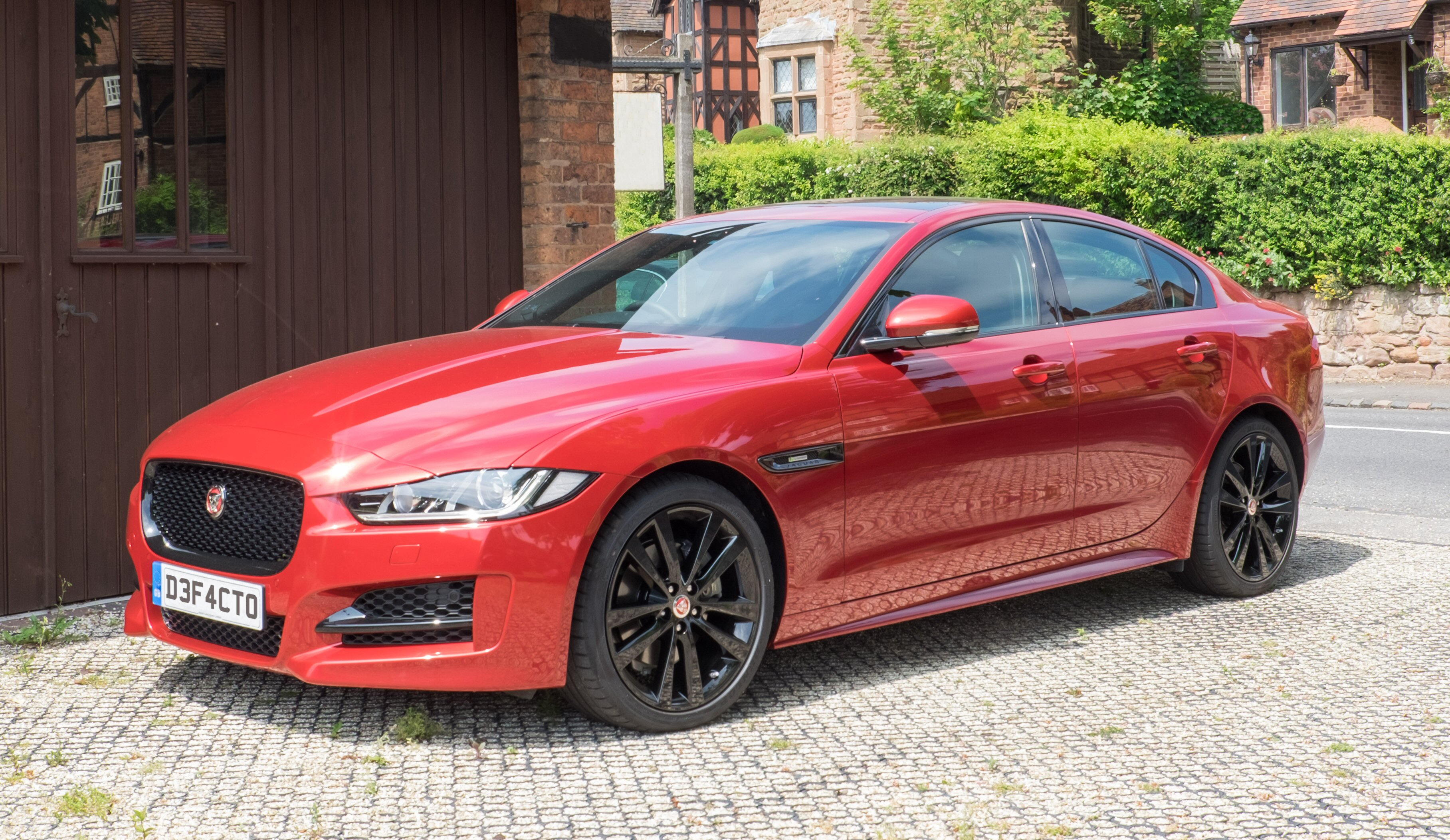
Jaguar XE
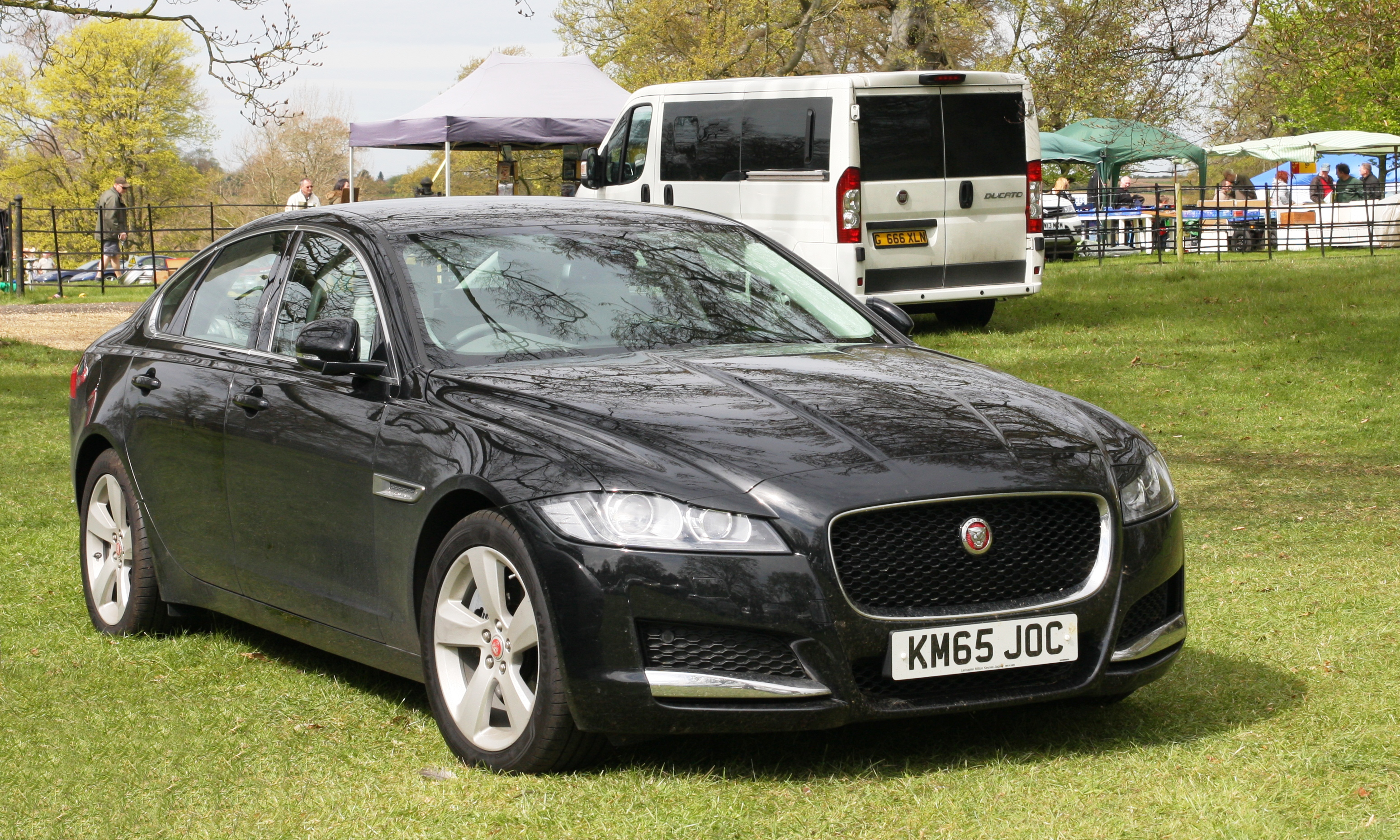
Jaguar XF
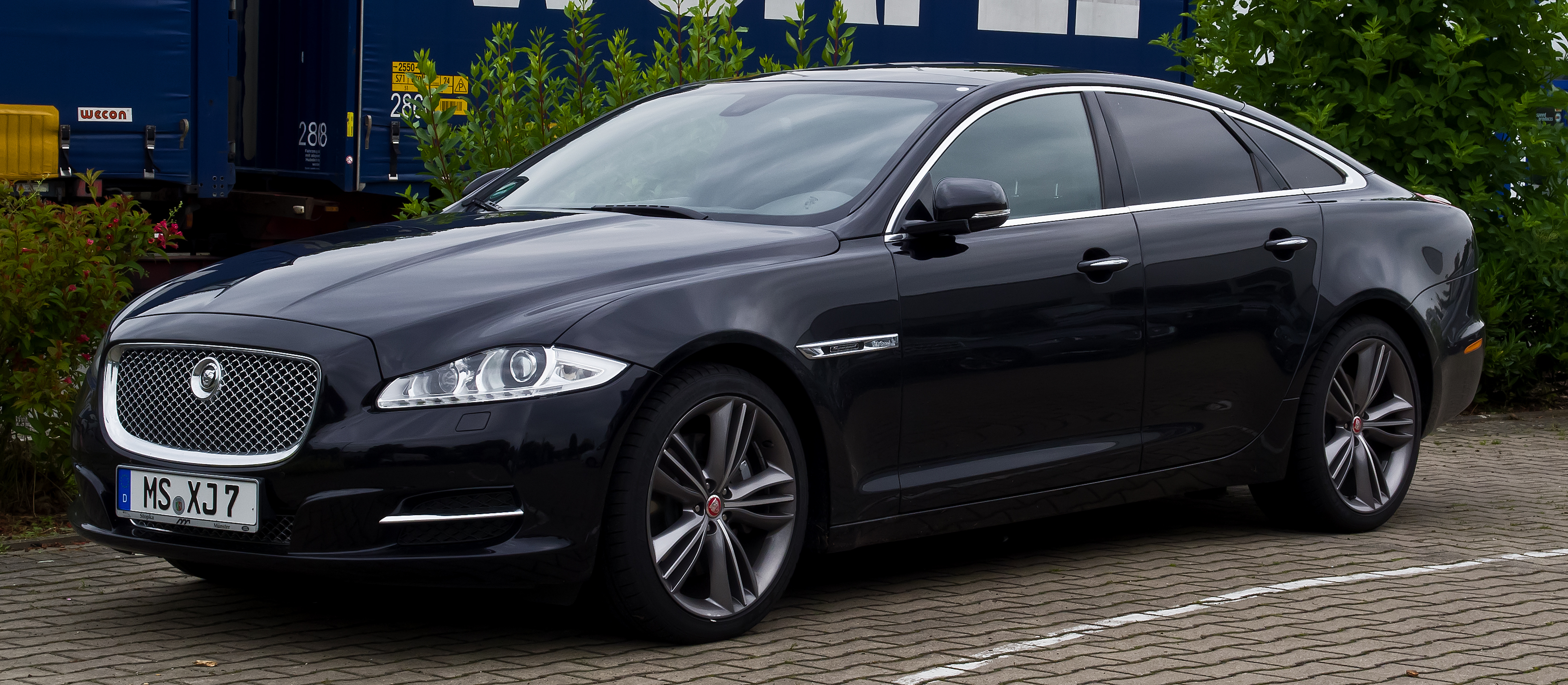
Jaguar XJ
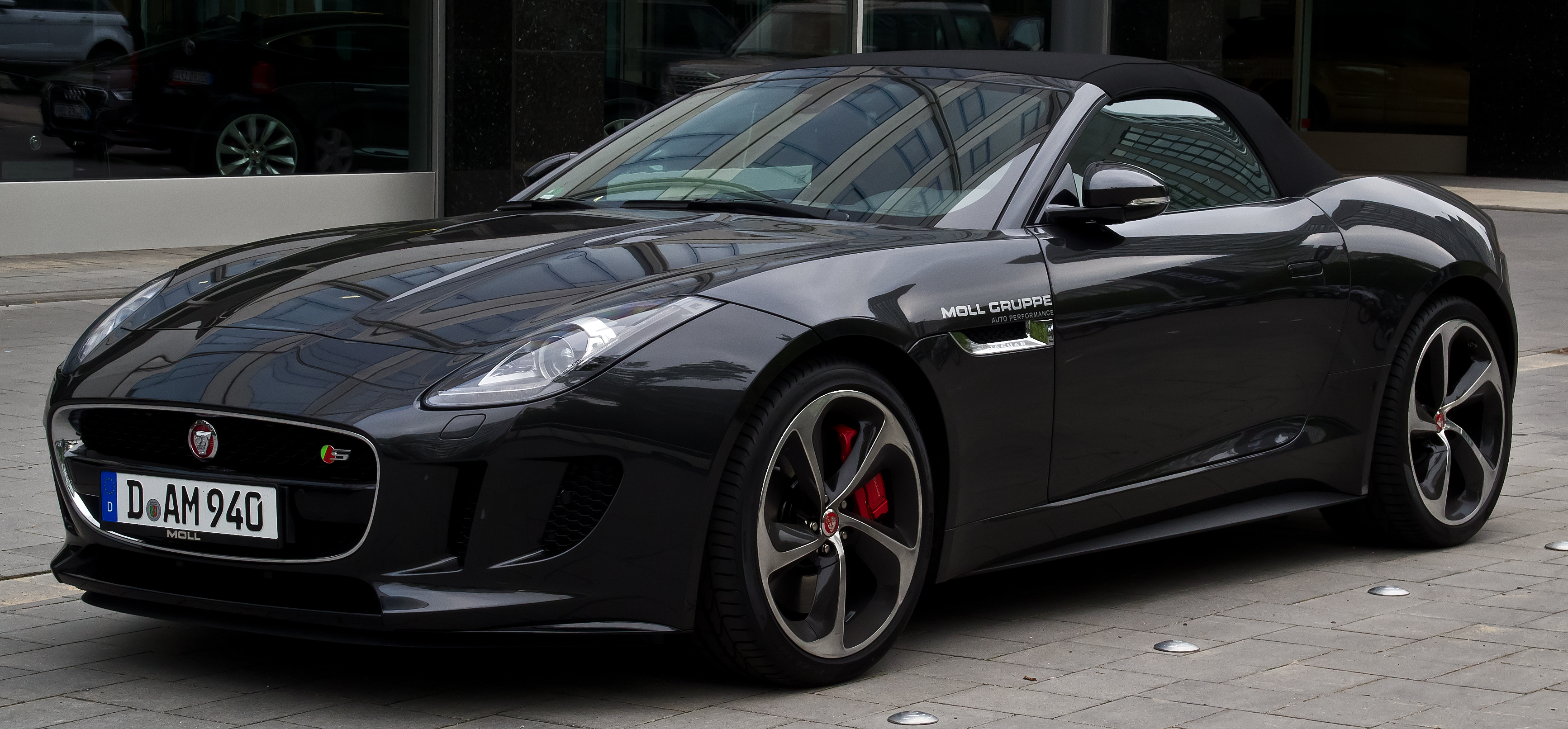
Jaguar F-Type
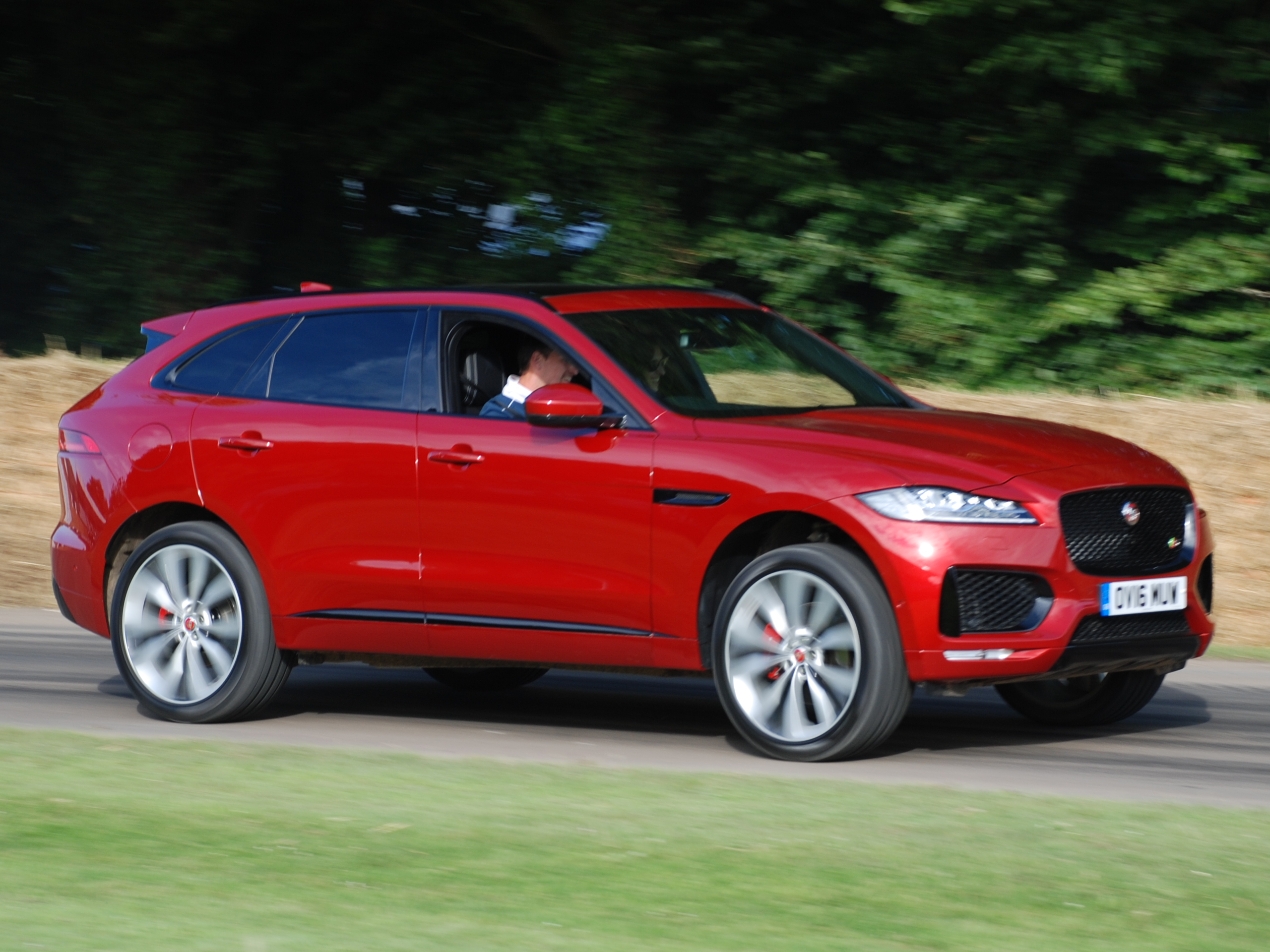
Jaguar F-Pace

### Současné modely Land Rover
- Land Rover Discovery Sport (kompaktní SUV)
- Land Rover Discovery (střední SUV)
- Range Rover Evoque (kompaktní SUV)
- Range Rover Sport (střední SUV)
- Range Rover (SUV)

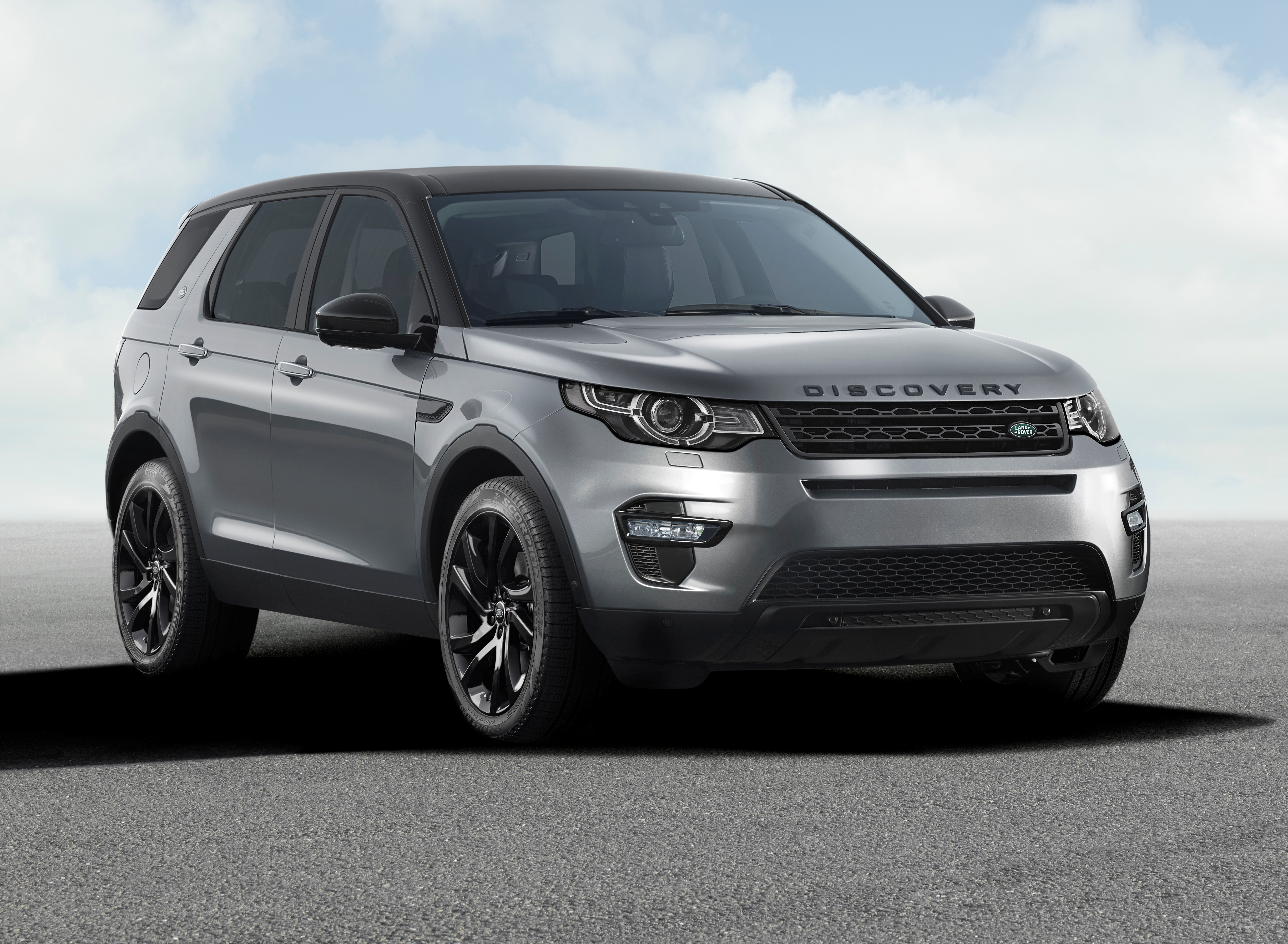
Land Rover Discovery Sport
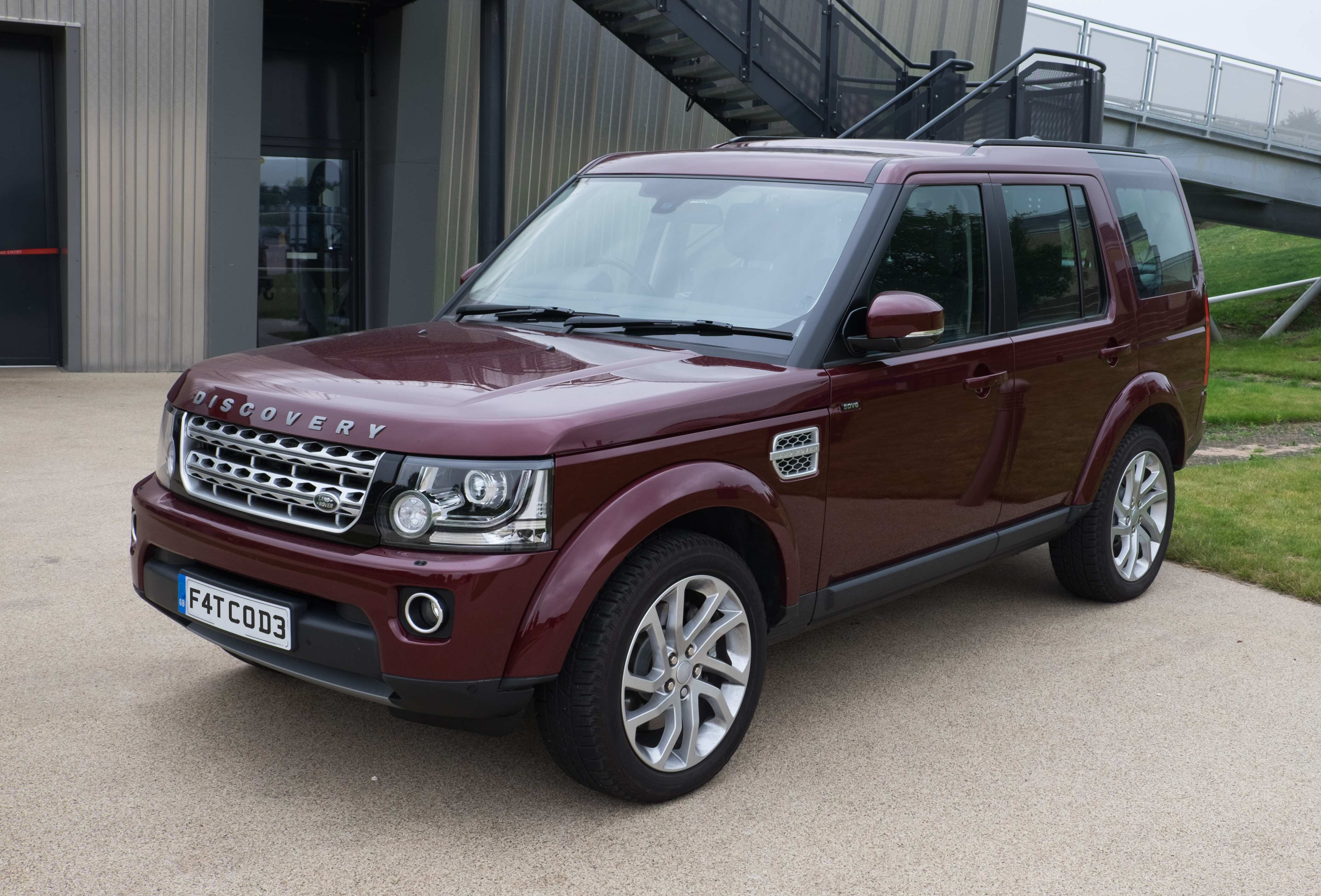
Land Rover Discovery 4
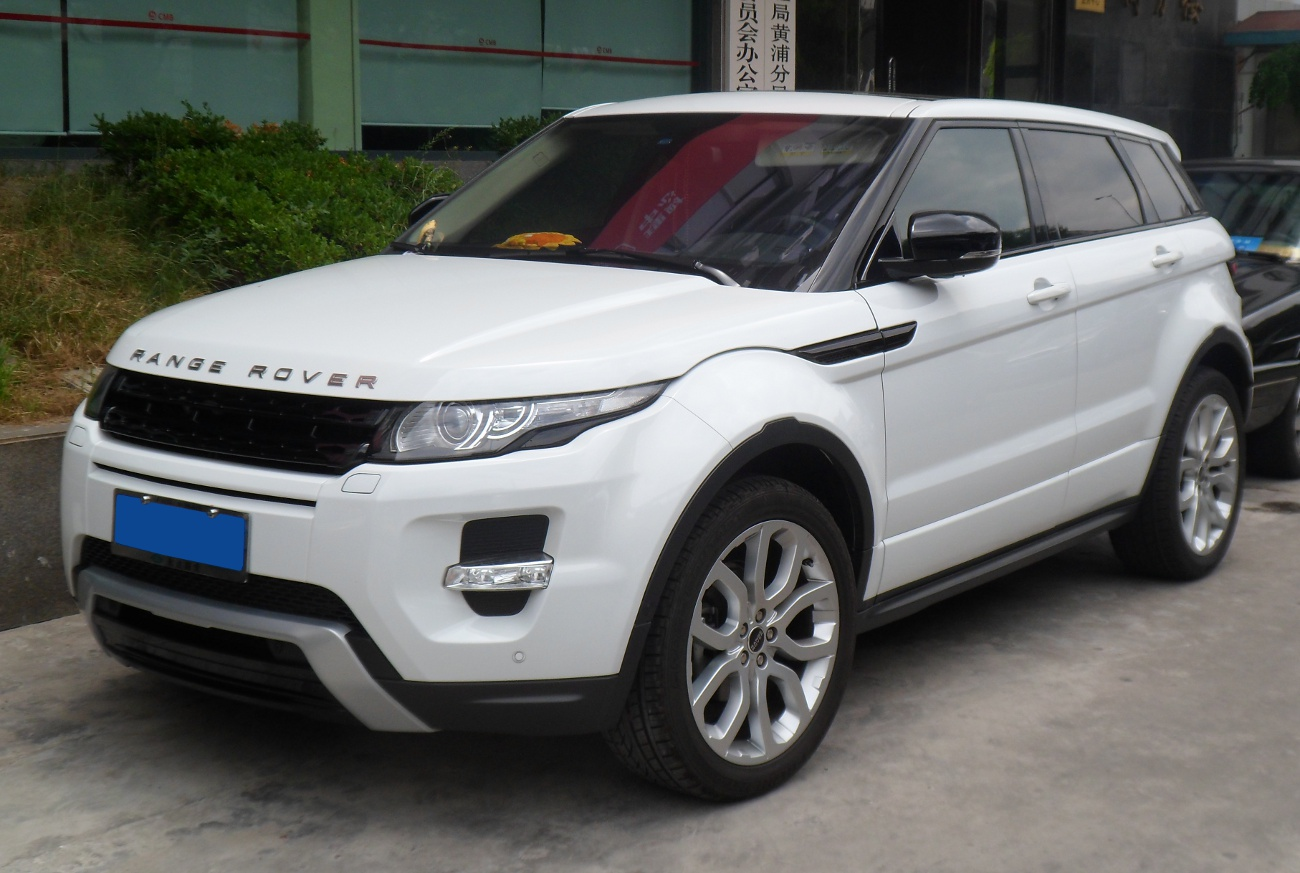
Range Rover Evoque
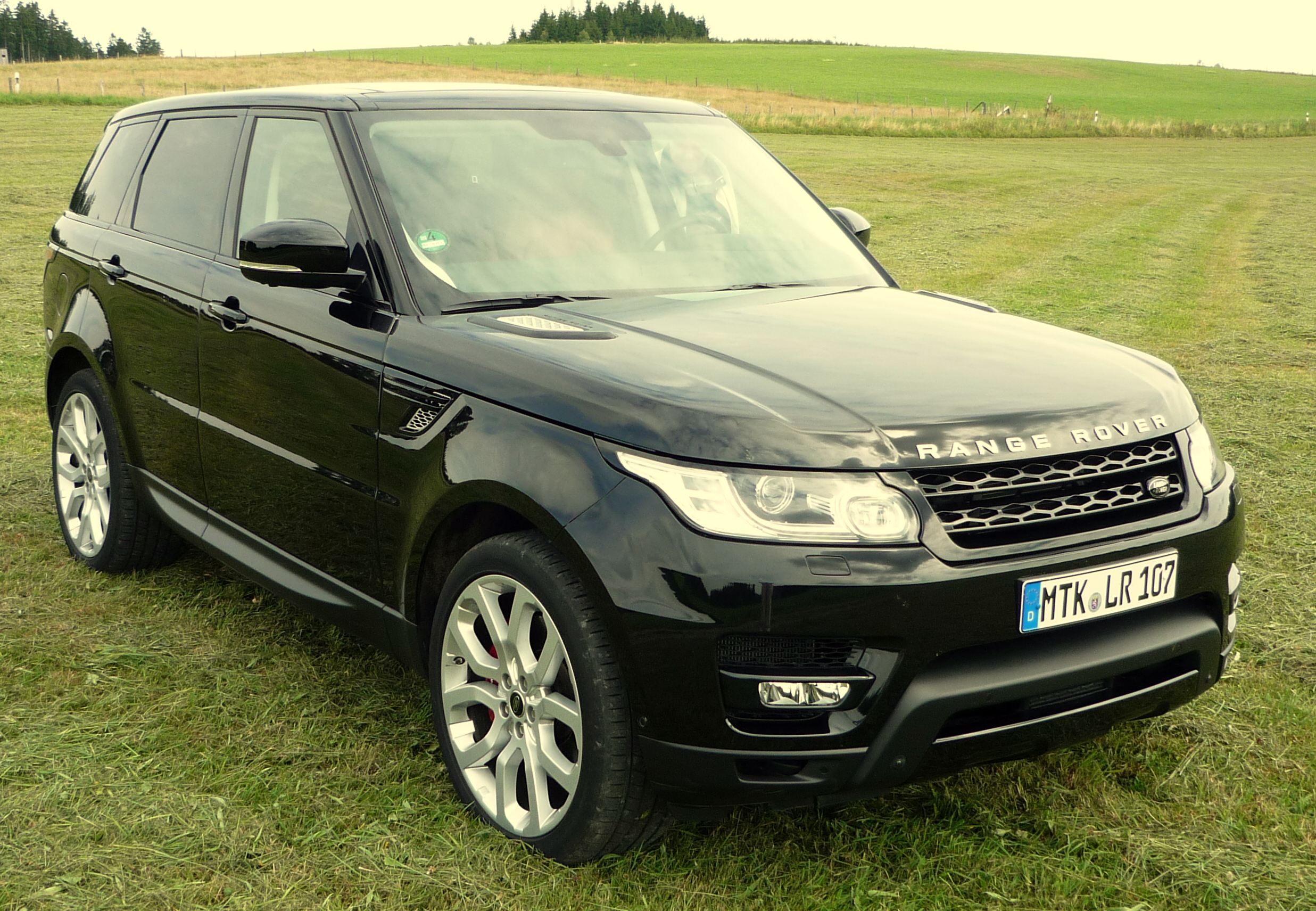
Range Rover Sport
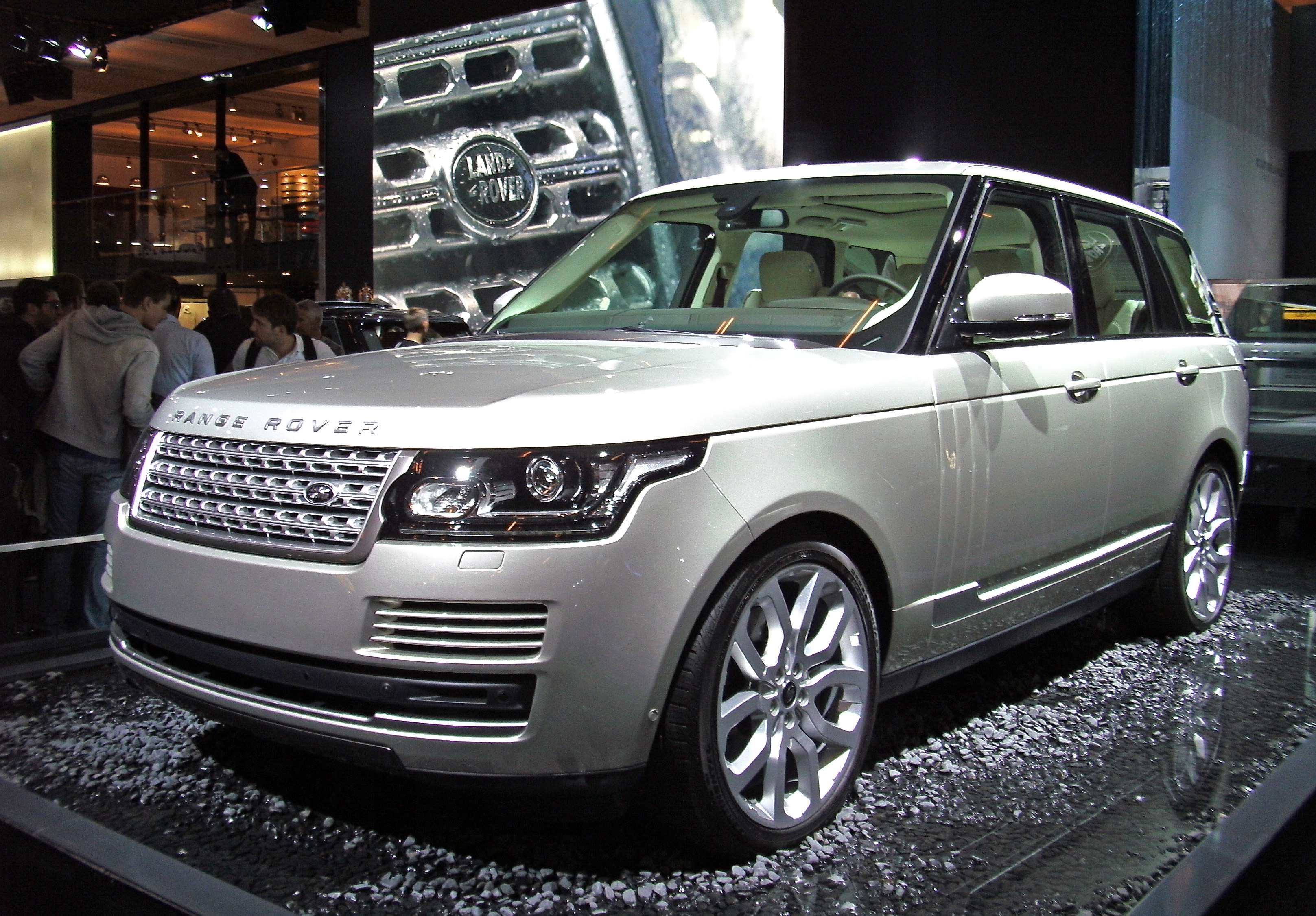
Range Rover